# 女の子たちと公的機関
『女の子たちと公的機関』（ロシア語；Девочки и институции）はロシアのダリア・セレンコによるフェミニスト小説である。
2021年に刊行。日本では2023年2月24日に邦訳が刊行された。文中イラストは、クセニヤ・チャルィエワ。

## 概要
汚職や文書偽造が横行するロシアの公的機関で名前のない集合体となった女の子たち。主義主張の必要のない世界で組織の歯車になった女の子たちの日常生活の描写。彼女らがフェミニストの自覚を得るまでを書く。「女の子」とは国家機関で働く女性下層職員たちの自ら使う呼称であり、山内マリコによれば作者自身の労働体験を基にして抽象化された集団的存在である。
世界中に共通する性差による縛りと将来への方向性のなさに共感を得、その状況から主人公でもある作者は、活動家として羽ばたく。作者自身、大学のゼミで女性という理由で抑圧された環境で過ごし可能性の芽を自ら摘んでしまった。その家父長的な視点から徐々に自由になっていく。

## あらすじ
公的機関にやとわれた女の子たち。国からのお達しメールや偽りのイベントなど。恐怖の監査の日。生理が来たり、軽いいじめがあったり。業務に追われて数年が過ぎていく。その中でオクサーナがやめて解放される。

## 登場人物
主人公：名前がない。女の子たちの一人。作者自身でもある。
オクサーナ：女の子たちの中で一番初めに辞めて解放される。レズビアン。